# Radio 1 (socialdemokratisk närradiostation)
Radio 1 var de svenska socialdemokraternas närradiostation i Stockholm under tidigt 1990-tal. Skapades som en konkurrent till SAF Radio som drevs av Svenska arbetsgivarföreningen och hade sitt ursprung i Radio Fotfolket. Köptes under början av 1990-talet upp av franska NRJ som började sända reklam i kanalen trots rådande lagförbud.